# Arturo Flores Mercado
Arturo Flores Mercado (1912-2002) fue un médico y político mexicano, nacido en la ciudad de Toluca el 21 de noviembre de 1912.
Fue alumno del célebre Instituto Científico y Literario Autónomo de Toluca del que egresó para cursar la carrera de médico cirujano en la Escuela Nacional de Medicina (1932-1937) de la Universidad Nacional Autónoma de México. Luego de que el Doctor Gustavo Baz instituyera el servicio social obligatorio, Arturo Flores Mercado fue asignado al poblado de Ixtapan de la Sal para la prestación de este servicio, razón por la que se le considera uno de los primeros médicos del lugar. 
Además de los servicios que prestó a la comunidad en su papel de médico, Flores Mercado se desempeñó como alcalde de Ixtapan de la Sal (1961-1963) diputado del Congreso del Estado de México y diputado federal por el primer distrito de 1967 a 1970, cargos a los que fue postulado por el Partido Revolucionario Institucional (PRI).  
Como diputado federal, integró las comisiones de Salud y Relaciones Exteriores además de que compartió la legislatura con políticos de la denominada vieja guardia del PRI como Leonardo Rodríguez Alcaine, Alí Chumacero e Ignacio Pichardo Pagaza.  
Como Presidente Municipal de Ixtapan de la Sal y gracias a la amistad personal que mantenía con el entonces presidente de México, Adolfo López Mateos consiguió la construcción de un centro de salud, la Casa de la Mujer, varias escuelas de educación básica, así como la dotación de agua potable y servicio de alumbrado para las comunidades rurales aledañas a la cabecera del municipio.
En 1962, siendo presidente municipal tuvo que hacer frente a una fuerte granizada que destruyó gran parte de las viviendas de su municipio. 
Debido a sus conocimientos médicos y su trayectoria fue nombrado director general del Centro de Salud de Ixtapan de la Sal, cargo que ocupó desde 1961 hasta el año 2000. 
Además de sus actividades médicas y sociales, se desempeñó como cronista municipal vitalicio de Ixtapan de la Sal.
A lo largo de su vida y hasta su fallecimiento ocurrido en el año 2002, fue distinguido con diversos reconocimientos tanto a nivel local como nacional.